# Kalmoluoto (ö i Rantasalmi, Haukivesi)
Kalmoluoto är en ö i Finland. Ordet kalmoluoto hänvisar antagligen att ön har varit begravningsplats. Den ligger i sjön Haukivesi och i kommunen Rantasalmi i den ekonomiska regionen  Nyslotts ekonomiska region  och landskapet Södra Savolax, i den sydöstra delen av landet, 280 km nordost om huvudstaden Helsingfors. Öns area är 1,4 hektar och dess största längd är 370 meter i sydöst-nordvästlig riktning.